# Domo-Farm Frites
La Domo-Farm Frites era una squadra maschile belga di ciclismo su strada, attiva nel biennio 2001-2002 e diretta da Patrick Lefevere. Gli sponsor erano l'industria chimica Domo Chemicals e la Farm Frites, azienda alimentare.
I principali risultati ottenuti furono la tripletta alla Parigi-Roubaix 2001 con Servais Knaven, Johan Museeuw e Romāns Vainšteins sui tre gradini del podio, i successi alla Parigi-Tours 2001 e in una tappa del Tour de France 2002 con Richard Virenque, e alla Parigi-Roubaix 2002 e alla Classica di Amburgo 2002 con Johan Museeuw. Nel 2003, parte della squadra confluì nella Quick Step-Davitamon, mentre la Domo divenne co-sponsor della Lotto-Adecco, che diventò Lotto-Domo.

## Cronistoria

### Annuario
| Anno | Codice | Nome                     | Cat. | Biciclette  | Dirigenza |
| ---- | ------ | ------------------------ | ---- | ----------- | --- |
| 2001 | DFF    | Domo-Farm Frites-Latexco | GSI  | Eddy Merckx | Manager: Patrick Lefevere Dir. sportivi: Marc Sergeant, Hendrik Redant                                         |
| 2002 | DFF    | Domo-Farm Frites         | GSI  | Eddy Merckx | Manager: Patrick Lefevere Dir. sportivi: Wilfried Peeters, Marc Sergeant, Christian Cruyt Toon, Hendrik Redant |

### Classifiche UCI
| Anno | Classifica | Pos. | Migliore cl. individuale |
| ---- | ---------- | ---- | ------------------------ |
| 2001 | GSI        | 10º  | Romāns Vainšteins (12º)  |
| 2002 | GSI        | 15º  | Johan Museeuw (16º)      |

## Palmarès

### Grandi Giri
- Giro d'Italia

Partecipazioni: 0
Vittorie di tappa: 0
Vittorie finali: 0
- Tour de France

Partecipazioni: 2 (2001, 2002)
Vittorie di tappa: 1
2002: 1 (Richard Virenque)
Vittorie finali: 0
- Vuelta a España

Partecipazioni: 2 (2001, 2002)
Vittorie di tappa: 1
2001: 1 (Tomáš Konečný)
Vittorie finali: 0

### Classiche monumento
- Parigi-Roubaix: 2

2001 (Servais Knaven); 2002 (Johan Museeuw)

### Campionati nazionali
Strada
- Campionati belgi: 1

Cronometro: 2001 (Leif Hoste)
- Campionati statunitensi: 1

In linea: 2001 (Fred Rodriguez)
Cross
- Campionati belgi: 1

Elite: 2001 (Mario De Clercq)